# Baywood (Virginia)
Baywood es un lugar designado por el censo ubicado en el Grayson en el estado estadounidense de Virginia. En el Censo de 2020 tenía una población de 414 habitantes y una densidad poblacional de 50 habitantes por km². Fue incluido como CDP en el censo de 2020.

## Geografía
Baywood se encuentra ubicado en las coordenadas 36°36′37″N 81°0′43″O / 36.61028, -81.01194.Según la Oficina del Censo de los Estados Unidos,  tiene una superficie total de 8,28 km², de la cual 8,27 km² corresponden a tierra firme y 0,01 km² a agua.